# Queer Mutiny
Pour les articles homonymes, voir Mutiny.
Queer Mutiny est un réseau décentralisé de collectifs queer anarchistes (« anarcho-queer »).
L'organisation a des groupes dans les villes d'Édimbourg, Londres, Brighton, Bristol, Cardiff et Leeds au Royaume-Uni.

## Événements
Queer Mutiny a organisé une variété d'événements où les gens peuvent discuter politique, de la planète et de choses au-delà de la vie gay et de la mode.
Quelques exemples d'activités des divers groupes : l'auto-défense queer, de l'activisme politique, des shows, des marches queer radical, des alternatives à la Gay Pride, création de zines, ateliers de création de gode, des nuits de films queers, des discussions autour de l'identité queer, des Masse critique, de la création de pochoirs, et du réseautage avec d'autres groupes et individues queers radicaux.